# Кратович, Александр Збигневич
Александр Збигневич Кратович (бел. Аляксандр Збігневіч Кратовіч; род. 29 сентября 1956) — советский и белорусский дизайнер, архитектор, член общественных объединений «Белорусский союз архитекторов» и «Белорусский союз дизайнеров», профессор МААМ, обладатель медали ЮНЕСКО, председатель экспертного жюри BELARUS DESIGN AWARD. Обладатель гран-при Первого Республиканского конкурса интерьерного дизайна (Минск, 2003 год), номинант международного конкурса интерьеров «INTERIA AWARDS 2011» (Москва, 2012 год).
Специализация: дизайн интерьеров, архитектура, декорирование.

## Биография
Александр Збигневич Кратович родился в г. Минске в СССР. Окончил архитектурный факультет Белорусский государственный политехнический институт. В 1984 году стал членом Белорусского союза архитекторов, в 2009 году — членом Белорусского союза дизайнеров, специализируясь на дизайне интерьеров, ландшафтов и архитектуре. В 1992—1993 годах стажировался в Германии. Работал в Германии в 1995—1997 годах.
Среди основных работ — интерьеры административных и общественных зданий, дизайн-проекты кабин городского таксофона, оборудования для мобильной торговли, бытовых электроприборов, ассортимента ножниц.

## Основные работы

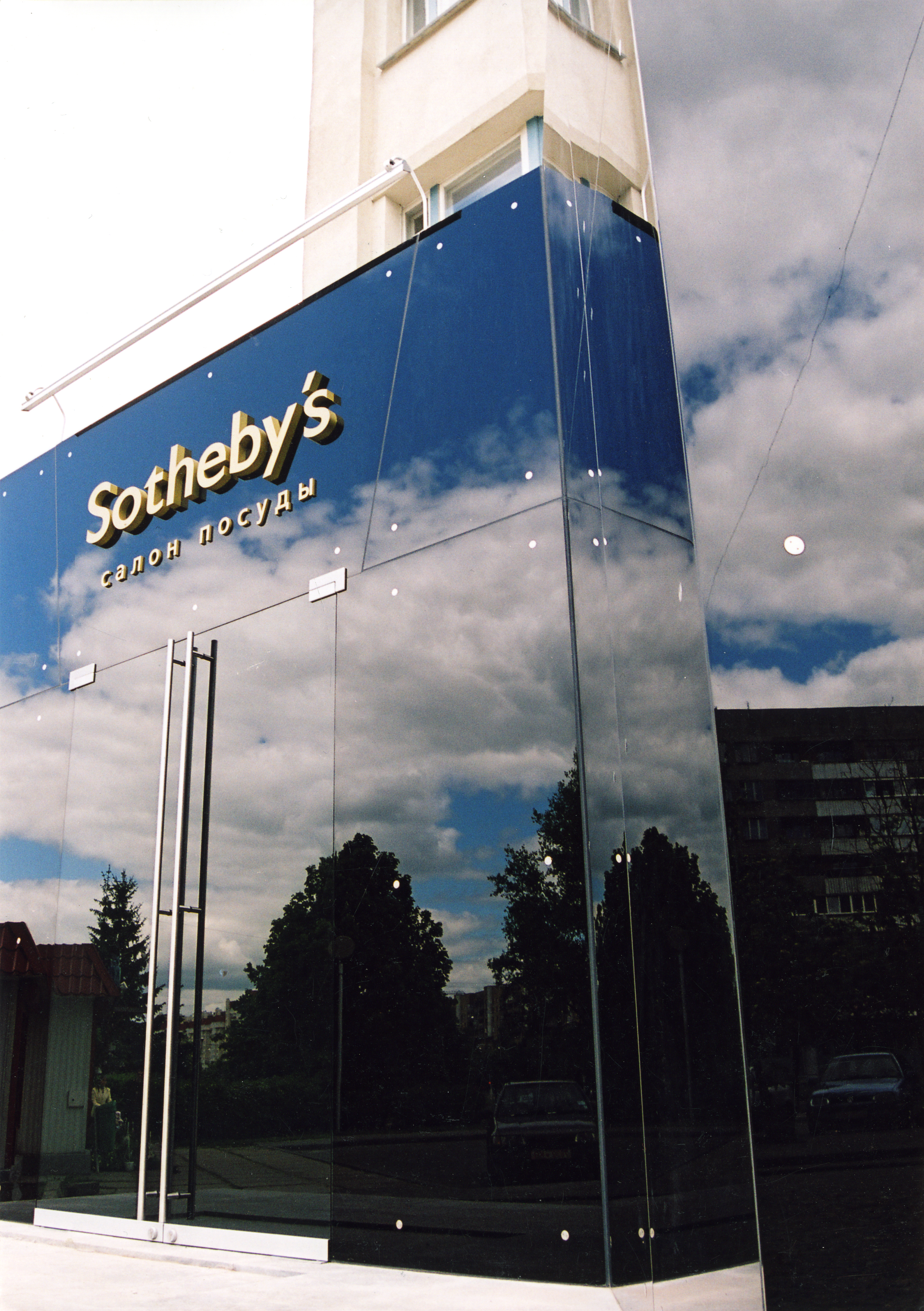
Салон «Sotheby’s», г. Минск
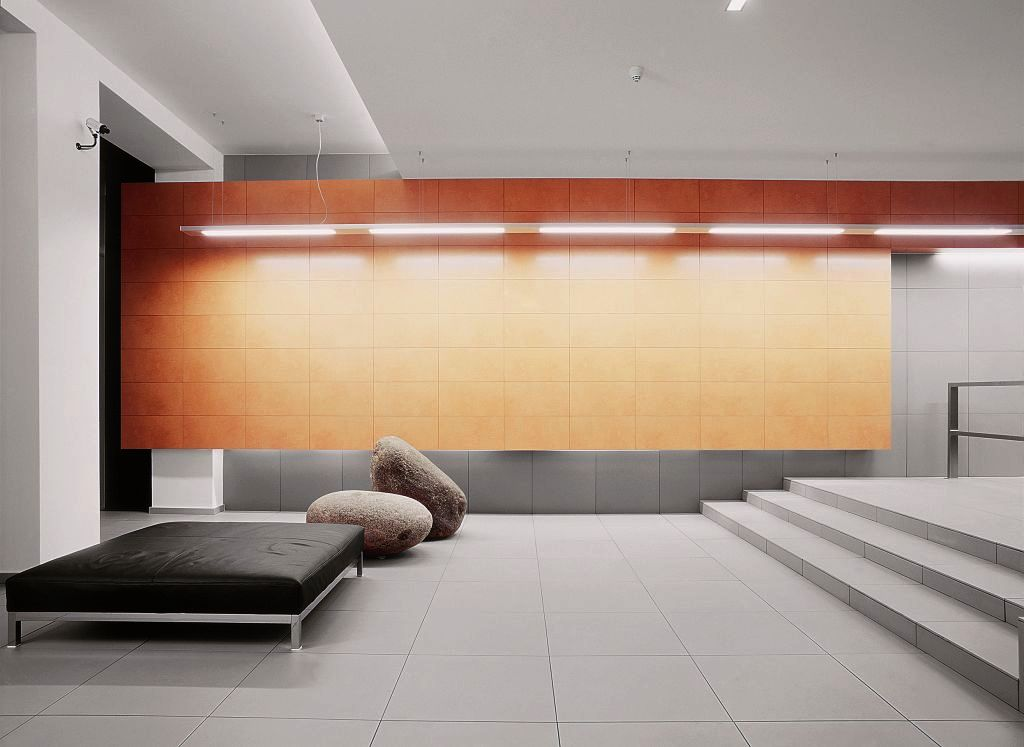
Офисное здание компании «UNIFLEX», г. Минск
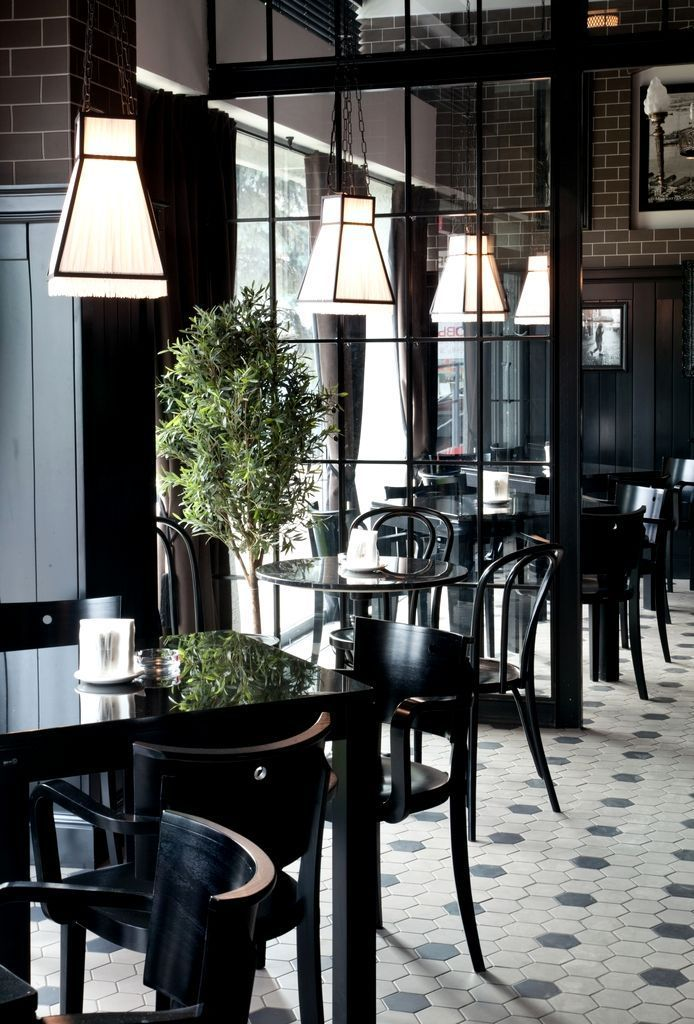
Ресторан «ГУРМАН», г. Минск
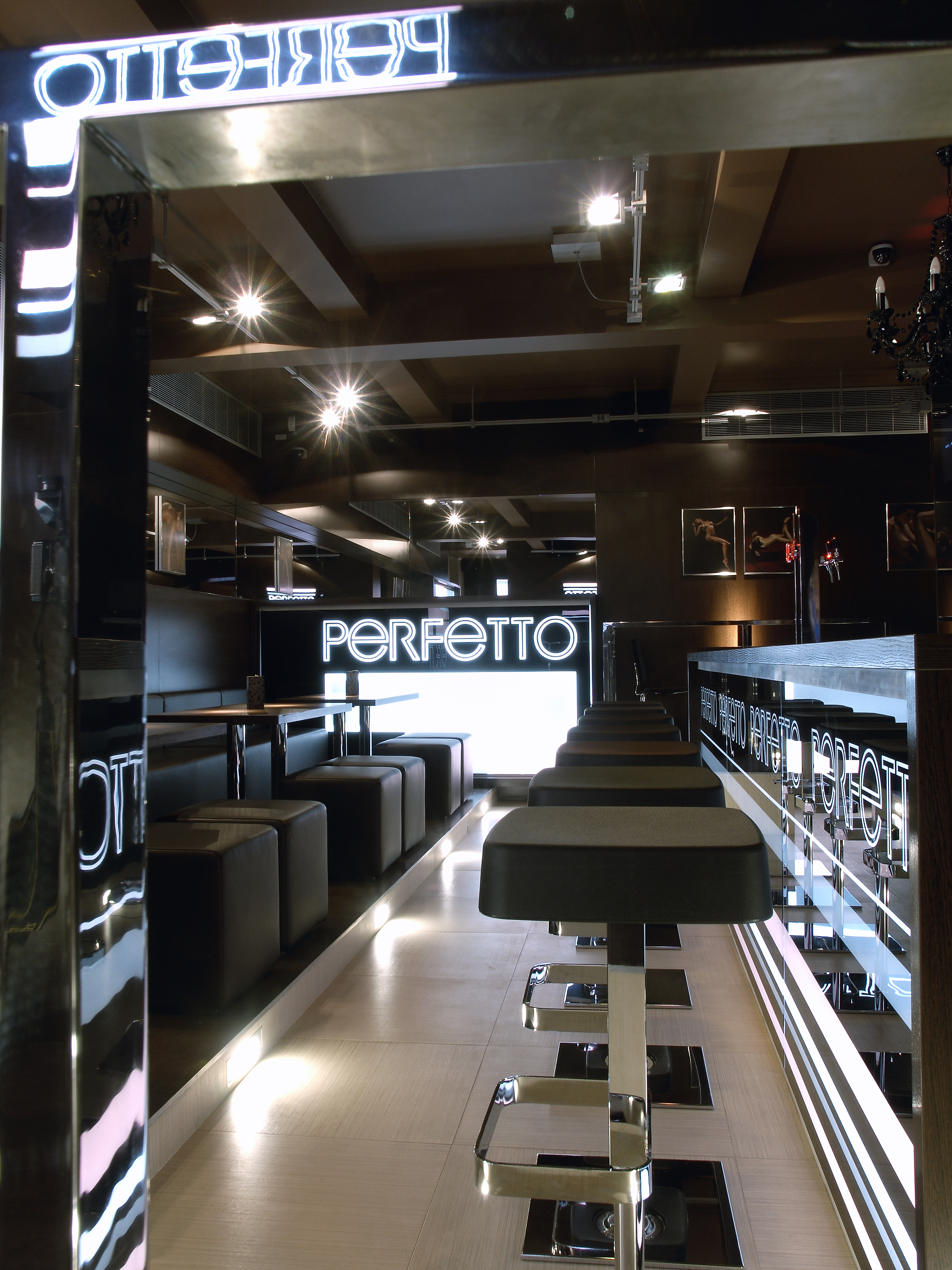
Ресторан"PERFETTO", г. Минск

- Гостиничный комплекс в городе Ahrenshoop, Германия, 1995
- Комплекс зданий Колледжа в городе Velgast, Германия, 1996
- Жилой комплекс Посольства России в ФРГ, Германия, 1997
- Ресторан «ГУРМАН», г. Минск, 1998
- Ресторан «МАКСИ-Бис», г. Минск, 2001
- Ресторан «ТЕАТRO», г. Минск, 2003
- Ресторан «0,5» -ныне «У Ратуши», г. Минск, 2004
- Ресторан"PERFETTO", г. Минск, 2007
- Ресторан «ГУРМАН», г. Минск, 2012
- Фасад и реконструкция салона «TINA -VLATI», г. Минск, 1999
- Фасад (модернизация) и ландшафтный дизайн «Сиреневая Луна», г. Минск, 2001
- Фасад и ландшафтный дизайн салона «Sotheby’s», г. Минск, 2005
- Фасад и вестибюльная группа офисного здания компании «UNIFLEX», г. Минск, 2004
- Фасад салона «АНДЕГРАУНД», г. Минск, 2008
- Офис компании «TINA -VLATI», г. Минск, 2004
- Офис и шоурум компании «STANLEY», г. Минск, 2007
- Офис и шоурум компании «MODULL», г. Москва, 2011